# Mychael Danna
Mychael Danna (Winnipeg, 20 september 1958) uit Canada is een componist van filmmuziek. Hij maakte de muziek voor meer dan honderd films en tv-series, waaronder Life of Pi, Moneyball, Little Miss Sunshine en Exotica. Hij is de huiscomponist van regisseurs Ang Lee en Atom Egoyan. Voor Life of Pi won Danna een Oscar en een Golden Globe voor beste filmmuziek en een World Soundtrack Award voor de film op het Film Fest Gent.

## Biografie
Mychael Danna is geboren in het Canadese Winnipeg, maar verhuisde met zijn familie naar Ontario toen hij vier jaar oud was. Hij ging muziekcompositie studeren aan de Universiteit van Toronto in 1981, waar hij een interesse kreeg voor wereldmuziek en elektronische muziek. Die interesse zou altijd een rode draad blijven hebben in zijn filmmuziek, waarin hij de traditionele orkestkleuren combineert met elektronica of volksinstrumenten. In 1985 won hij de Glenn Gould Composition Award van de Universiteit van Toronto en ging hij muziek schrijven voor dansgezelschappen en theater. Het was daar dat hij regisseur Atom Egoyan leerde kennen, waaruit een vriendschap en samenwerkingsverband ontstond. In 1988 componeerde hij de muziek voor Egoyan's Family Viewing, en sindsdien heeft hij de muziek gemaakt voor elke film van deze regisseur, waaronder The Sweet Hereafter, Where the Truth Lies, Adoration en Devil's Knot. Een gelijkaardige samenwerking heeft hij met de Taiwanese regisseur Ang Lee, met wie hij samenwerkte aan onder andere Life of Pi, Ride with the Devil en The Ice Storm. Zijn broer, Jeff Danna, is eveneens een filmmuziekcomponist, met wie hij al voor verschillende projecten samenwerkte. Danna geeft zelden concerten van zijn filmmuziekwerk. Een van de weinige concerten die hij ooit gaf was in 2007 op het Film Fest Gent. Het concert in België werd later ook op cd uitgebracht.

## Filmografie
- 1987: Family Viewing
- 1987: Caribe
- 1988: Murder One
- 1988: Blood Relations
- 1989: Termini Station
- 1989: Speaking Parts
- 1989: One Man Out
- 1989: Cold Comfort (met Jeff Danna)
- 1990: Still Life (met Jeff Danna)
- 1991: The Adjuster
- 1991: The Big Slice (met Jeff Danna)
- 1993: Ordinary Magic
- 1994: Exotica
- 1994: The Darling Family
- 1994: Dance Me Outside
- 1995: Johnny Mnemonic
- 1996: Kama Sutra: A Tale of Love
- 1996: Lilies
- 1997: The Ice Storm
- 1997: The Sweet Hereafter
- 1997: Regeneration
- 1999: Girl, Interrupted
- 1999: Ride with the Devil
- 1999: Felicia's Journey
- 1999: 8MM
- 1999: The Confession
- 2000: Bounce
- 2001: Green Dragon	(met Jeff Danna)
- 2001: Hearts in Atlantis
- 2001: Monsoon Wedding
- 2002: The Guys
- 2002: Ararat
- 2002: Antwone Fisher
- 2003: Shattered Glass
- 2004: Being Julia
- 2004: Vanity Fair
- 2005: Sohni Sapna
- 2005: Eve and the Fire Horse
- 2005: Tideland
- 2005: Water
- 2005: Capote
- 2005: Where the Truth Lies
- 2005: Aurora Borealis
- 2006: The Nativity Story
- 2006: Little Miss Sunshine
- 2006: Lonely Hearts
- 2007: Fracture (met Jeff Danna)
- 2007: Surf's Up
- 2007: Breach
- 2008: Trucker
- 2008: Adoration
- 2008: Stone of Destiny
- 2008: Heaven on Earth
- 2008: Management (met Rob Simonsen)
- 2008: Lakeview Terrace
- 2008: New York, I Love You (segment "Mira Nair")
- 2008: 8 (segment "how can it be?") (met Rob Simonsen)
- 2008: Al-mor wa al rumman
- 2009: (500) Days of Summer	(met Rob Simonsen)
- 2009: Chloe
- 2009: The Imaginarium of Doctor Parnassus
- 2009: The Time Traveler's Wife
- 2009: Cooking with Stella
- 2010: Going the Distance
- 2010: The Whistleblower
- 2011: Moneyball
- 2012: Life of Pi
- 2013: Devil's Knot
- 2014: Transcendence
- 2014: The Captive
- 2015: Remember
- 2015: The Good Dinosaur (met Jeff Danna)
- 2016: Storks (met Jeff Danna)
- 2016: Billy Lynn's Long Halftime Walk (met Jeff Danna)
- 2017: The Breadwinner (met Jeff Danna)
- 2017: The Man Who Invented Christmas
- 2018: On the Basis of Sex
- 2019: A Dog's Way Home
- 2019: After the Wedding
- 2019: Operation Brothers
- 2019: Guest of Honour
- 2019: The Addams Family (met Jeff Danna)
- 2020: Onward (met Jeff Danna)

## Overige producties

### Televisiefilms
- 1993: Gross Misconduct: The Life of Brian Spencer
- 1994: Hush Little Baby
- 1996: Dangerous Offender: The Marlene Moore Story
- 1998: At the End of the Day: The Sue Rodriguez Story
- 2001: Stranger Inside
- 2002: The Matthew Shepard Story (met Jeff Danna)

### Televisieseries
- 1995: Road to Avonlea (1995 - 1996)
- 2008: New Amsterdam
- 2009: Dollhouse (2009 - 2010 met Rob Simonsen)
- 2011: Camelot (met Jeff Danna)
- 2012: World Without End
- 2014: Tyrant (2014 - 2016 met Jeff Danna)
- 2017: Alias Grace  (met Jeff Danna)

### Additionele muziek
- 2014: Foxcatcher (Valley Forge theme, voor Rob Simonsen)

## Prijzen en nominatie

### Academy Awards
| Jaar | Titel      | Categorie        | Uitslag     |
| ---- | ---------- | ---------------- | ----------- |
| 2013 | Life of Pi | Beste filmmuziek | Gewonnen    |
| 2013 | Life of Pi | Beste filmsong   | Genomineerd |

### BAFTA Awards
| Jaar | Titel      | Categorie        | Uitslag     |
| ---- | ---------- | ---------------- | ----------- |
| 2013 | Life of Pi | Beste filmmuziek | Genomineerd |

### Emmy Awards
| Jaar | Titel             | Categorie | Uitslag     |
| ---- | ----------------- | --- | ----------- |
| 2011 | Camelot           | Beste titelmuziek                                                                                                   | Genomineerd |
| 2013 | World Without End | Beste compositie voor een miniserie, film of special (originele dramatische muziek), afl. "Medieval Life and Death" | Gewonnen    |
| 2015 | Tyrant            | Beste compositie voor een televisieserie (originele dramatische muziek), afl. "Pilot"                               | Genomineerd |
| 2015 | Tyrant            | Beste titelmuziek                                                                                                   | Genomineerd |
| 2018 | Alias Grace       | Beste compositie voor een miniserie, film of special (originele dramatische muziek), afl. "Part 1"                  | Genomineerd |

### Golden Globe Awards
| Jaar | Titel      | Categorie        | Uitslag  |
| ---- | ---------- | ---------------- | -------- |
| 2013 | Life of Pi | Beste filmmuziek | Gewonnen |

### Grammy Awards
| Jaar | Titel                | Categorie                                                                     | Uitslag     |
| ---- | -------------------- | ----------------------------------------------------------------------------- | ----------- |
| 2007 | Little Miss Sunshine | Beste compilatie soundtrackalbum voor film, televisie of andere visuele media | Genomineerd |
| 2014 | Life of Pi           | Beste partituur soundtrack voor visuele media                                 | Genomineerd |